# ستيبن وولف
ستيبن وولف هو شرير خارق في دي سي كومكس من ابتكار جاك كيربي، ظهرت الشخصية لأول مرة في فبراير 1972.
ظهرت الشخصية لأول مرة في عالم دي سي السينمائي في فيلم باتمان ضد سوبرمان: فجر العدالة باستخدام الصور المنشأة بالحاسوب، قبل أن يتم تصويره من خلال التقاط الحركة بواسطة الممثل كيران هايندز في كلٍ من الإصدار السينمائي ونسخة المخرج لزاك سنايدر.